# Farní sbor Českobratrské církve evangelické v Liberci
Farní sbor Českobratrské církve evangelické v Liberci je sborem Českobratrské církve evangelické v Liberci. Sbor spadá pod Liberecký seniorát.
Farářem sboru je Filip Susa a kurátorkou sboru je Marcela PAvlíčková.

## Faráři sboru
- Bohumír Šuchman (1946–1954)
- Hynek Merta (1954–1958)
- Josef Voborník (1960–1968)
- Ladislav Horák (1968–1989)
- Jan Čapek (1989–2006)
- Tabita Landová (2006–2010)
- Jan Čapek (2010–2011)
- Filip Susa (2011–dosud)[1]